# 謝梅伊基諾 (盧甘斯克州)
48°19′58″N 39°32′32″E / 48.33278°N 39.54222°E
谢梅伊基诺，或按乌克兰语译作锡梅奇内（羅馬化：Simeichyne），是烏克蘭東部盧甘斯克州卢甘斯克区青年近衛軍城市鎮的鎮。該鎮距離克拉斯諾頓21公里，始建於1914年，面積5.21平方公里，2011年人口2,329，人口密度每平方公里447.02人。